# Canal de liaison de Charlottenbourg
Le canal de liaison de Charlottenbourg (Charlottenburger Verbindungskanal) est un canal allemand qui se trouve dans le land de Berlin.
Le canal, qui avait une longueur initiale de 3,2 km, a été construit entre 1848 et 1859 pour relier la Spree, dans le quartier de Charlottenbourg, au canal navigable Berlin-Spandau. Le canal commençait au nord de la Spree, avant d’être enjambé par le pont de chemin de fer transportant le Ringbahn et de tourner ensuite vers l'est suivant un tracé légèrement plus au sud que celui de l'actuel canal de Westhafen. En effet, après l'achèvement de ce dernier en 1956, la section nord-sud du canal de Charlottenbourg a été étendue pour former une jonction perpendiculaire avec le canal de Westhafen, tandis que la section ouest-est a été fermée et comblée. Le marché de gros de Berlin (Berliner Großmarkt) occupe désormais le site de cette section.
Le 1,7 km restant relie de nos jours le canal Westhafen avec la Spree et le canal de Landwehr. Il ne possède pas d'écluses.
Le carrefour des voies navigables, à l'extrémité sud du canal de Charlottenbourg, où il croise à la fois à la Spree et le canal Landwehr, est connu sous le nom de Spreekreuz. Au bord du canal, près de Spreekreuz, se trouve un poste de la police fluviale de Berlin (Wasserschutzpolizei).